# Беназеприл
Беназеприл (Лотенсин) је медикамент који се користи за лијечење високог крвног притиска (хипертензије), конгестивног срчаног удара и хроничне инсуфицијенције бубрега.

## Дјеловање
Након цијепања естарске групе једињења у јетри, беназеприл се конвертује у беназеприлат који представља директни АКЕ инхибитор.